# 다이쿄 돌핀스
다이쿄 돌핀스(Daikyo Dolphins)는 1989년 창단한 오스트레일리안 베이스볼 리그 (1989 ~ 1999)의 프로 야구 팀이다. 오스트레일리아 골드 코스트를 연고로 하고 있으며 홈구장은 쿠퍼스 스타디움이다. 1991-92 시즌 이후 매각되어 골드 코스트 코우거스로 변경되었다.

## 같이 보기
- 오스트레일리아 야구 리그 (1989년–1999년)